# Рудолф фон Шелиа
Рудолф фон Шелиха (понякога изписван фон Шелиа на руски; на немски: Rudolf von Scheliha (31 май 1897 г., имение Цесел, Силезия, Германска империя, сега Цезле, Полша – 22 декември 1942 г., Берлин, Германия) – барон, германски дипломат, агент на съветското разузнаване (оперативен псевдоним Ариец).

## Биография
Участник в Първата световна война 1914 – 1918 г., награден с Железен кръст 1-ва и 2-ра степен. Учи в университета в Бреслау и получава диплома по право. От 1922 г. е на дипломатическа служба: бил е аташе в Прага, Анкара, вицеконсул в Катовице. През 1930 г. е преместен във Варшава. Член на НСДАП от 1933 г. От август 1939 г. работи в централния офис на германското външно министерство, ръководейки групата „Отдели за териториални сектори“, която включва регионите на Централна и Източна Европа.

## Работа за съветското разузнаване
През 1937 г., докато работи в германското посолство във Варшава, той е вербуван от съветското военно разузнаване. Той поддържа връзка с Центъра чрез агент Алта (Илза Штьобе). Доставя на Москва ценна информация от политическо естество, по-специално в края на декември 1940 г. той докладва за разработването на „Директива 21“ (плана за нападение срещу СССР, по-известен като „Барбароса“).
През 1942 г. Гестапо арестува агентурната свръзка (Илза Щьобе), изпратена от Москва при Шелия, и чрез нея стига до самия Ариец. По време на разпитите Шелия се отказва от Щьобе, която по това време вече е арестувана. Той е осъден за държавна измяна от 2-ри сенат на Военния съд на Третия райх на 14 декември 1942 г. и е убит на 22 декември в Берлин-Пльоцензее.